# Genooierhof
De Genooierhof is een historische langgevelboerderij met aangebouwde kruiskapel in de wijk Genooi aan de rand van Venlo. De boerderij dateert uit 1846. Bij de boerderij hoort de tegenovergelegen schuur uit 1864. Beide objecten zijn een rijksmonument. De boerderij, schuur en de naastgelegen Kapel van Onze-Lieve-Vrouw van Genooi vormen samen een klein monumentencomplex op het terrein van een voormalig vijftiende-eeuws klooster. In 2013-2016 zijn de schuur en boerderij gerenoveerd en hebben gedeeltelijk een nieuwe bestemming gekregen.

## Geschiedenis
De locatie van de boerderij kent een lange geschiedenis. Op deze plaats stichtten een aantal zusters in 1423 klooster Mariëndael. Tijdens de Tachtigjarige Oorlog werd het klooster geplunderd door soldaten van het Staatse garnizoen en in 1582 door brand verwoest. Nadat de zusters tijdelijk elders verbleven keerden zij in 1586 terug naar Venlo. In 1609 werd voor een nieuwe pachter op het terrein van het klooster en boerderij gebouwd die bekend stond onder de naam Genooierhof.
De zusters Annunciaten (voortgekomen uit de gemeenschap van Mariëndael) stichtten in 1631 een nieuwe Kapel op het omgrachte terrein waartoe ook de hof behoorde. Deze kapel werd gewijd aan Onze-Lieve-Vrouw in 't Genooi.
In de Franse Tijd, tussen 1797 en 1819, werden de zusters nogmaals verdreven en werd hun bezit geseculariseerd. De nieuwe particuliere eigenaar vernieuwde de boerderij in 1797. Omstreeks 1830 schonken de zusters Annunciaten het complex aan de Sint-Martinus-parochie in Venlo omdat de kloosterorde nog maar een marginale omvang had.
Inmiddels was er een bedevaartscultus ontstaan naar de Kapel in 't Genooi. Bij de eerste grote volksmissie in 1836 werd er een missiekruis geplaatst bij de kapel. Vanwege het toenemend aantal bedevaartgangers werd de kapel in 1846 ingrijpend gerestaureerd en werd ook de Genooierhof in zijn geheel vernieuwd. De nieuwbouw bestond uit een oost-west georiënteerde langgevelboerderij. Aan de westgevel van de hoeve werd een halfronde kapelruimte gebouwd om extra pelgrims op te kunnen vangen. Hierin werden 14 staties opgehangen en het missiekruis uit 1836 geplaatst. Bij de grote verbouwing van de hoofdkapel door Pierre Cuypers werd in 1916 een altaar verplaatst naar de kruiskapel en werden de wanden van een tegelambrisering voorzien.
Tegenover en parallel aan deze boerderij werd in 1864 nog een schuur gebouwd.

## Boerderij met kruiskapel
51° 23′ 22″ NB, 6° 9′ 57″ OL

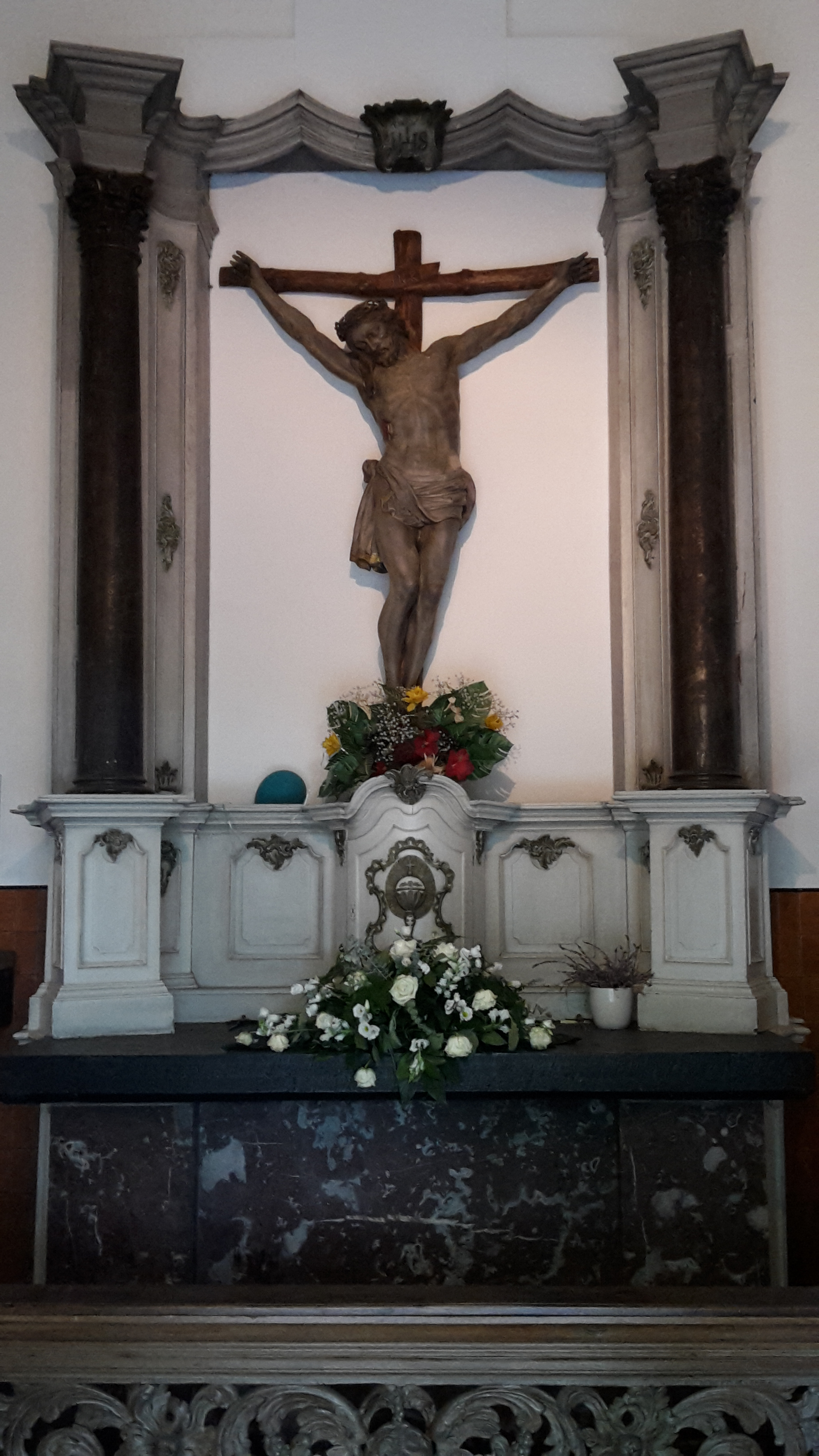
Altaar met kruisbeeld uit 1762

De boerderij Genooierhof dateert dus uit omstreeks 1846 en heeft twee oudere voorgangers uit 1609 en 1797. Het terrein wordt aan de westzijde begrensd door de Genooyerweg en aan de noordzijde door de Genooyer Kapelweg. Rondom is het terrein inclusief de voormalige boomgaard omgeven door een kleine waterloop, die mogelijk teruggaat op de vroeg-zeventiende-eeuwse omgrachting.
De boerderij bestaat uit een woonhuis aan de westzijde en een eenbeukige stal aan de oostzijde die samen onder een zadeldak zijn geplaatst. Het dak is gedekt met gesmoorde oude Hollandse pannen. De kruiskapel is tegen de kopgevel aan de westzijde van de boerderij gebouwd. Tussen het woonhuis en de kruiskapel bevindt zich een gerfkamer met een halfrond grondplan. Deze sacristie is vanuit het woonhuis te bereiken en via twee toegangsdeuren aan weerszijden van de kapel. Oorspronkelijk waren er nog twee doorgangen naar de kapel, maar deze zijn dichtgezet nadat in 1917 het grote altaar is geplaatst.
De kapel is aan de voorzijde voorzien van een bordes met treden en een grote dubbele houten toegangsdeur. Aan de bovenzijde van de deur een natuurstenen gevelsteen uit 1846. Het dak is kegelvormig met leien. Het houten barok-altaar dateert uit 1762 en is afkomstig uit de hoofdkapel. Het staat op een roze marmeren tafel. Het heeft een witgelakt houten retabel in Lodewijk-XV-stijl, omvat door twee korinthische gemarmerde zuilen. Het bevat met de voorstelling van een ciborie op het tabernakeldeurtje. De halfronde kapelruimte heeft een vloer met hardstenen tegels. De kapelwand heeft een lambrisering in oranje geglazuurde tegeltjes met een zwarte bies.

## Schuur
51° 23′ 22″ NB, 6° 9′ 58″ OL
De schuur behorend tot het complex dateert uit 1864 en is traditioneel van opzet en kent geen versieringen. Het gebouw heeft een zadeldak met oude Hollandse pannen met onder de dakrand gemetselde boogfriezen. De houten spanten zijn authentiek. De oude toegangsdeur met hardstenen dorpel zit in het midden van de voorgevel. In beide kopgevels aan oost- en westzijde zit een grote segmentboogvormige houten schuurpoort met hardstenen aanzet- en sluitstenen. Rondom zijn enkele stalvensters aangebracht. Omstreeks 1970 zijn enkele vensters toegevoegd. Het interieur is gemoderniseerd voor het huidige gebruik. Bij de recente renovatie en herbestemming zijn enkele glazen puien aangebracht voor extra daglichtinval.

## Huidig gebruik
Het woongedeelte van de boerderij heeft nog zijn oorspronkelijke functie, evenals de kruiskapel die dagelijks geopend is. In 2016 is de boerderij gerenoveerd en het stal-gedeelte verbouwd tot bed & breakfast.
De schuur is 2013 gerenoveerd. Hier is sindsdien een kleinschalig koffiehuis gevestigd met werkervaringsplaatsen voor mensen met een afstand tot de arbeidsmarkt.

## Fotogalerij

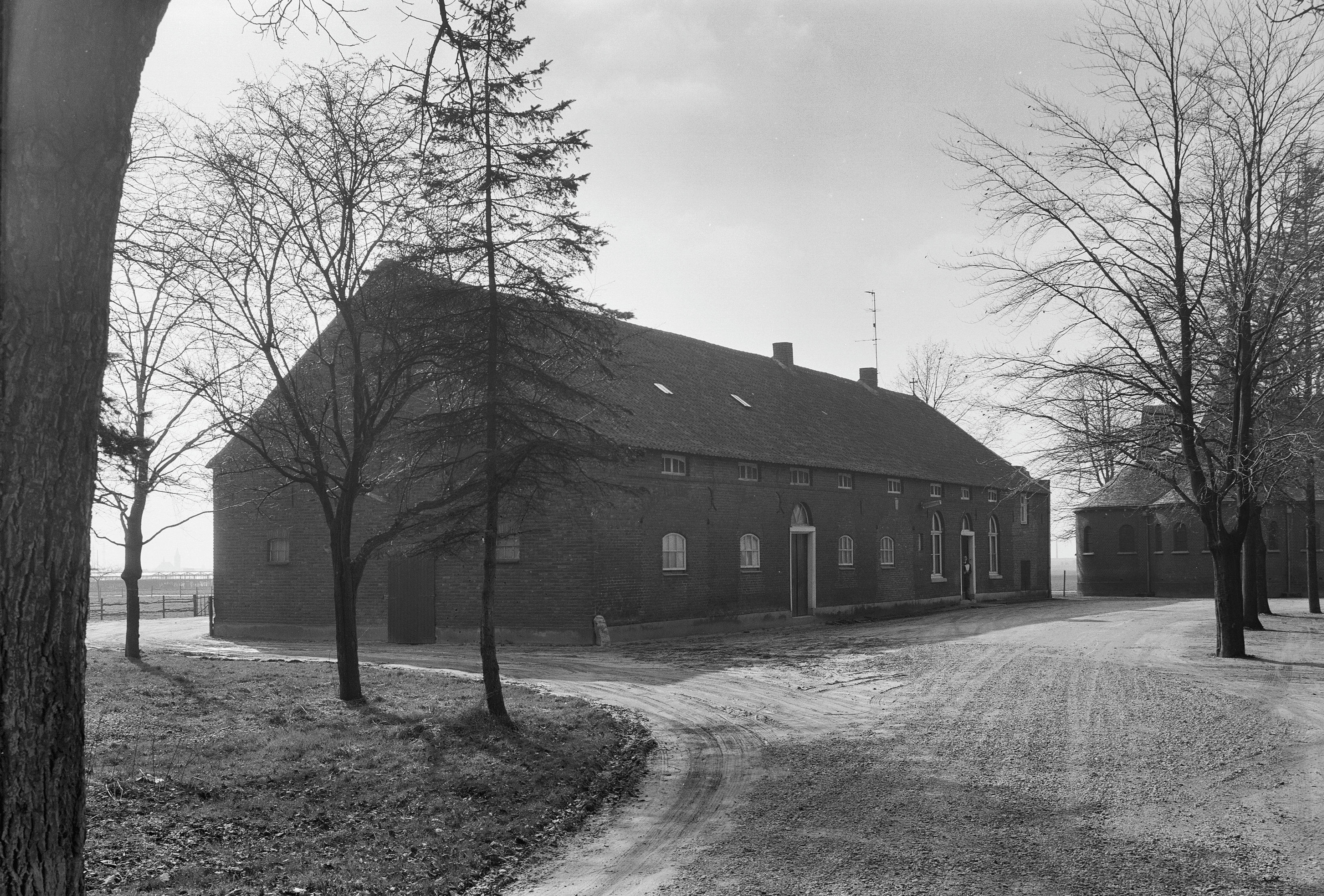
Overzicht (1965)
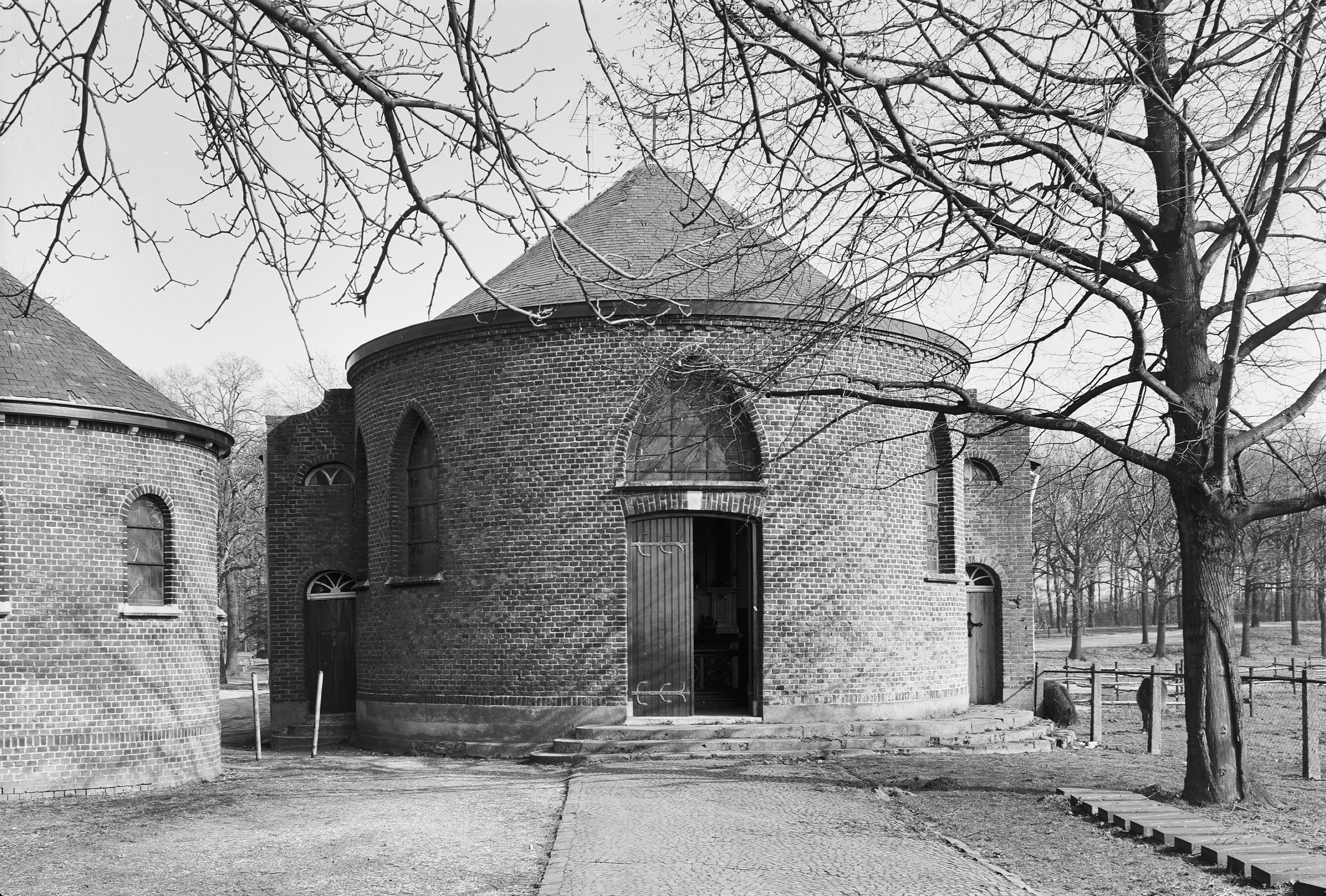
Kruiskapel naast de Kapel in 't Genooi (1968)
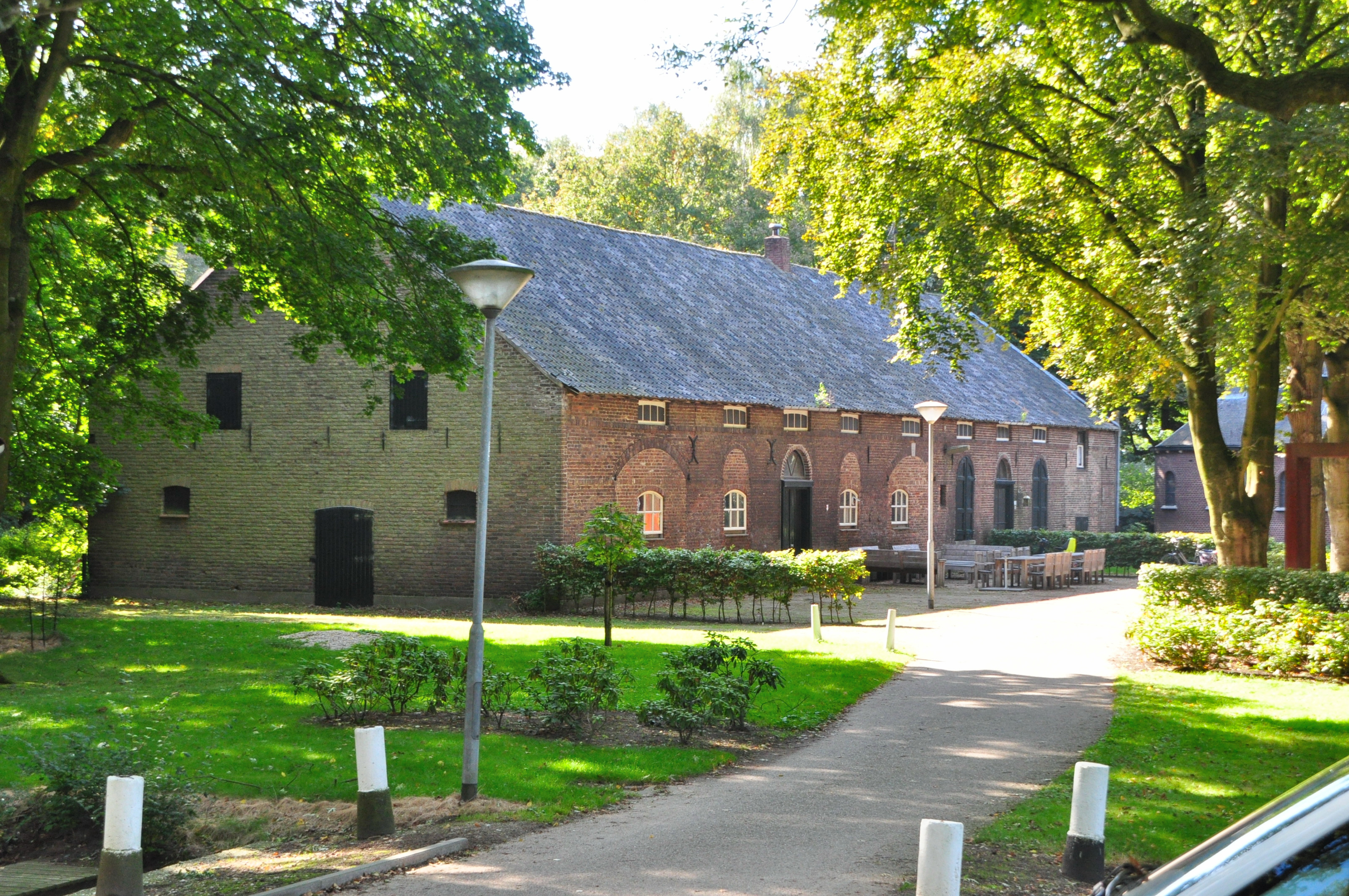
Overzicht boerderij (2012)
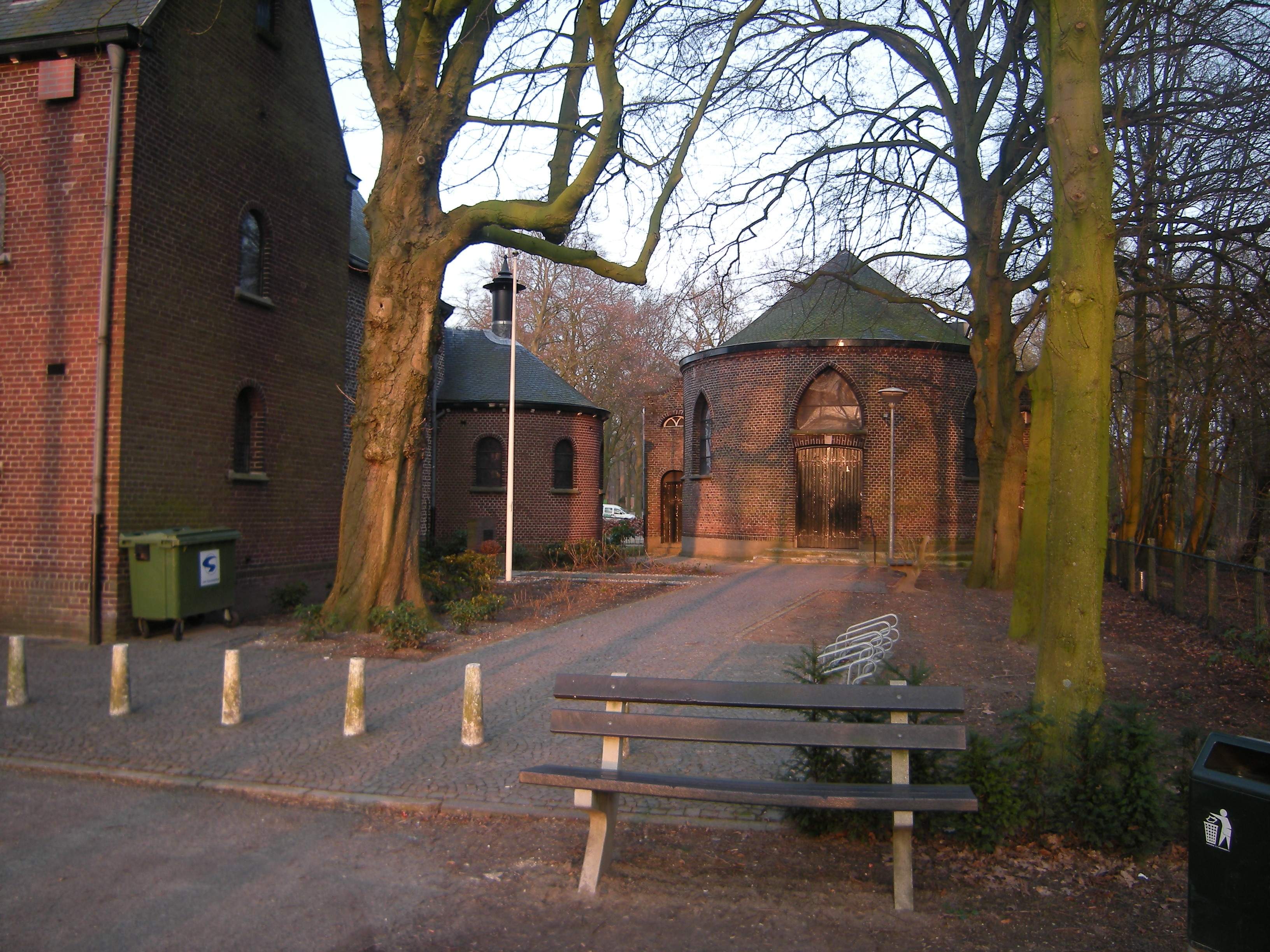
Kruiskapel aan de westelijke gevel (2011)